# Jussi Saramo
Jussi Saramo   (Porvoon maalaiskunta, 9 de juliol de 1979) és un polític finlandès que és membre del Parlament de Finlàndia en representació de l'Aliança d'Esquerra per la circumscripció d'Uusimaa. Va ser elegit al càrrec a les eleccions parlamentàries finlandeses de 2019 i va exercir com a ministre d'Educació mentre la líder del partit Li Andersson estava de permís de maternitat.